# Federació Bancària Europea
La Federació Bancària Europea (European Banking Federation, EBF en anglès o FBE en francès) és una organització del sector bancari europeu, que representa els interessos de més 5000 bancs europeus en 31 països amb uns actius combinats de més de 30.000 bilions d'euros i al voltant de 2,4 milions d'empleats. Fou establerta l'any 1960.
L'EBF actua com un fòrum en el qual es proposen i debaten iniciatives dels membres, i també com un company de diàleg de les institucions europees que vetllen per la legislació de l'esfera bancària. Dona suport al procés d'unificació europeu i salvaguarda els interessos bancaris a Brussel·les (Bèlgica).